# They Can't All Be Zingers
They Can't All Be Zingers es un álbum recopilatorio de la banda de rock estadounidense Primus, publicado a través de Interscope Records el 17 de octubre de 2006, el mismo día del lanzamiento del DVD Blame It on the Fish.

## Lista de canciones
Todas las letras escritas por Les Claypool, toda la música compuesta por Primus. 
| N.º | Título                                      | Álbum original                            | Duración |  |
| 1.  | «To Defy the Laws of Tradition»             | Frizzle Fry                               | 6:41     |  |
| 2.  | «John the Fisherman»                        | Frizzle Fry                               | 3:37     |  |
| 3.  | «Too Many Puppies»                          | Frizzle Fry                               | 3:58     |  |
| 4.  | «Jerry Was a Race Car Driver»               | Sailing the Seas of Cheese                | 3:11     |  |
| 5.  | «Those Damned Blue Collar Tweekers»         | Sailing the Seas of Cheese                | 5:17     |  |
| 6.  | «Tommy the Cat»                             | Sailing the Seas of Cheese                | 4:14     |  |
| 7.  | «My Name Is Mud»                            | Pork Soda                                 | 4:45     |  |
| 8.  | «Mr.Krinkle»                                | Pork Soda                                 | 5:25     |  |
| 9.  | «DMV»                                       | Pork Soda                                 | 4:56     |  |
| 10. | «Over the Electric Grapevine»               | Tales from the Punchbowl                  | 6:23     |  |
| 11. | «Wynona's Big Brown Beaver»                 | Tales from the Punchbowl                  | 4:22     |  |
| 12. | «Southbound Pachyderm»                      | Tales from the Punchbowl                  | 6:23     |  |
| 13. | «Over the Falls»                            | Brown Album                               | 2:41     |  |
| 14. | «Shake Hands with Beef» (Versión extendida) | Brown Album                               | 4:23     |  |
| 15. | «Coattails of a Dead Man»                   | Antipop                                   | 5:17     |  |
| 16. | «Mary the Ice Cube»                         | Animals Should Not Try to Act Like People | 4:37     |  |

## Listas de éxitos

### Álbum
| Año  | Lista             | Posición |
| ---- | ----------------- | -------- |
| 2006 | The Billboard 200 | #105     |